# د. جيمس كانون
د. جيمس كانون (بالإنجليزية: Donald James Cannon)‏ هو سياسي أمريكي، ولد في 8 ديسمبر 1919، وتوفي في 5 مارس 1998. حزبياً، نشط في الحزب الجمهوري وUtah Republican Party ‏. وقد انتخب عضو مجلس نواب ولاية يوتا.